# 高井憲吾
高井 憲吾（たかい けんご、1978年6月18日 - ）は、日本のプロレスラー。

## 経歴
レッスル夢ファクトリーに入団するも、デビューには至らず数ヶ月で退団。
1998年3月1日、DDTプロレスリング鶴見青果市場大会における、対タノムサク鳥羽&佐々木貴戦でデビュー（パートナーは木村浩一郎）。
2001年4月、大阪プロレスに移籍。参戦後しばらくは本名で活動していたが、2003年2月から犬のギミックの覆面レスラー「ペロ」に変身。「お手」、「お回り」といった犬らしいムーブやキャラクターで子供達の人気を博す。
2005年2月、ビリーケン・キッドとタッグを組み、大阪プロレスタッグ選手権に勝利し第10代王者となる。4月の防衛戦では勝利したものの既に退団が決まっていたこともあって試合後にベルトを返上した。4月をもって大阪プロレスを退団してフリーとなった。10月に行われたびっくりプロレスや古巣であるDDTへの出場の他にプロレスリングガロガに参戦した。
2006年2月12日、正式にプロレスリングガロガ所属となった。12月の大会でソルジャーを下して第9代レッスルブレインヘビー級王者となった。
2007年3月25日、DRAGON GATE初参戦。津市体育館大会「MEMORIAL GATE 2007」でマグニチュード岸和田と組み金村キンタロー&神田裕之組と対戦したが、金村の爆YAMAスペシャル→片エビ固めで敗戦。
9月2日、ガロガ騎士'sを退団と同時にレッスルブレインヘビー級王座も返上。でら名古屋プロレスに入団。
2008年6月、でら名古屋プロレスが旗揚げされたが、2009年4月に団体代表の不祥事により活動休止となった。その後は、でら名古屋プロレスの他のメンバーと共にプロレスリング・チームでらを設立して活動している。
2010年10月、暗黒プロレス組織666のスポルティーバアリーナ大会でアキレス腱断裂の大怪我を負ってしまい長期欠場していたが、2011年2月20日のチームでら第5戦（対バトラーツの対抗戦）で復帰を果たした。
2013年、デビュー15周年記念東名阪ツアーを開催。
2014年4月4日、プロレスリング我闘雲舞に初参戦。名古屋スポルティーバアリーナ大会でタイ人レスラーのE・K・バギーと対戦してラリアット→片エビ固めで勝利した。
2014年7月6日、左足首脱臼骨折を負った高井のために高井AIDを開催。DDT、プロレスリングFREEDOMS、プロレスリングHEAT-UP、DRAGON GATE、プロレスリング華☆激、プロレス実験団GUYZ、DEP、スポルティーバエンターテイメント、我闘雲舞、先駆舎の選手参戦のもとで開催。
欠場期間中は欠場プロレスに定期参戦していた。
2015年9月6日、対バッファロー戦で約1年3ヶ月ぶりの復帰を果たした。
2018年、デビュー20周年記念東名阪ツアーを開催。

## 得意技
でらホフバスター
でらホフボム
ホフラリアット

## 入場曲
- Mighty Wings

## タイトル歴
- 大阪無差別級王座
- 大阪プロレスタッグ王座
- 大阪プロレスバトルロイヤル王座
- 大阪プロレスお笑い王座
- 大阪名物世界一王座
- レッスルブレインヘビー級王座
- DEP認定タッグ王座
- プロレスショップMACKY認定世界マキオ級王座
- チームでら認定ドラツェーガー王座
- 水曜カレープロレス認定王座